# Jerry Allison
Jerry Ivan Allison (født 31. august 1939 i Texas, USA, død 22. august 2022) var en amerikansk trommeslager og sangskriver.
Allison er nok mest kendt fra sit samarbejde med Buddy Holly og dennes gruppe The Crickets, hvor han også skrev en del af gruppens hits sammen med Holly, såsom "That'll Be the Day" og "Peggy Sue". Han var også sessionmusiker hos navne som Elvis Presley, The Everly Brothers, Paul McCartney, Eric Clapton, Waylon Jennings, Emmylou Harris og Eddie Cochran etc.
Allison var en stor stilskaber med sit trommespil i denne tidlige Rock and roll op til 1958. Han blev i 2012 indskrevet i Rock and Roll Hall of Fame som medlem af det legendariske band The Crickets.

## Udvalgte Sange
- "Peggy Sue" med Buddy Holly and the Crickets
- "That'll Be the Day" med Buddy Holly and the Crickets
- "Till I Kissed You" med The Everly Brothers
- "More than I can say" med Buddy Holly and the crickets/ (senere indspillet af bl.a. Leo Sayer)